# Phlyctenosis prosti
Phlyctenosis prosti là một loài bọ cánh cứng trong họ Cerambycidae.